# Viggo Christiansen
Knud Viggo Christiansen, född 9 december 1867, död den 3 november 1939, var en dansk psykiatriker och neurolog, bror till Einar Christiansen.
Viggo blev medicine doktor 1898, docent i neurologi 1902 samt professor och ledare för Rigshospitalets neurologiska poliklinik från 1913. Han var överläkare vid avdelningen för nervsjukdomar från 1929 och sundhetsstyrelsets konsulent i ärenden rörande sinnessjukvården 1909-22. Dessutom var Christiansen sakkunnig i ett stort antal kommittéer för byggande av sinnessjukhus, omarbetande av sinnessjukhusstadga, ordnande av personalförhållanden vid sinnessjukhusen med mera.
Bland Christiansens skrifter märks Om Urinens Giftighed (doktorsavhandling, 1898), Kliniska föreläsningar över nervsjukdomar (1905) och över sinnessjukdomar (1906), Christian den VII:s Sindssygdom (1906), Hjærnesvulster (1917), Les tumeurs du cerveau (1921), Charles Bell (1922), Migrænen (1925) och Sindets Lidelser (1927).